# 江苏路纪念碑

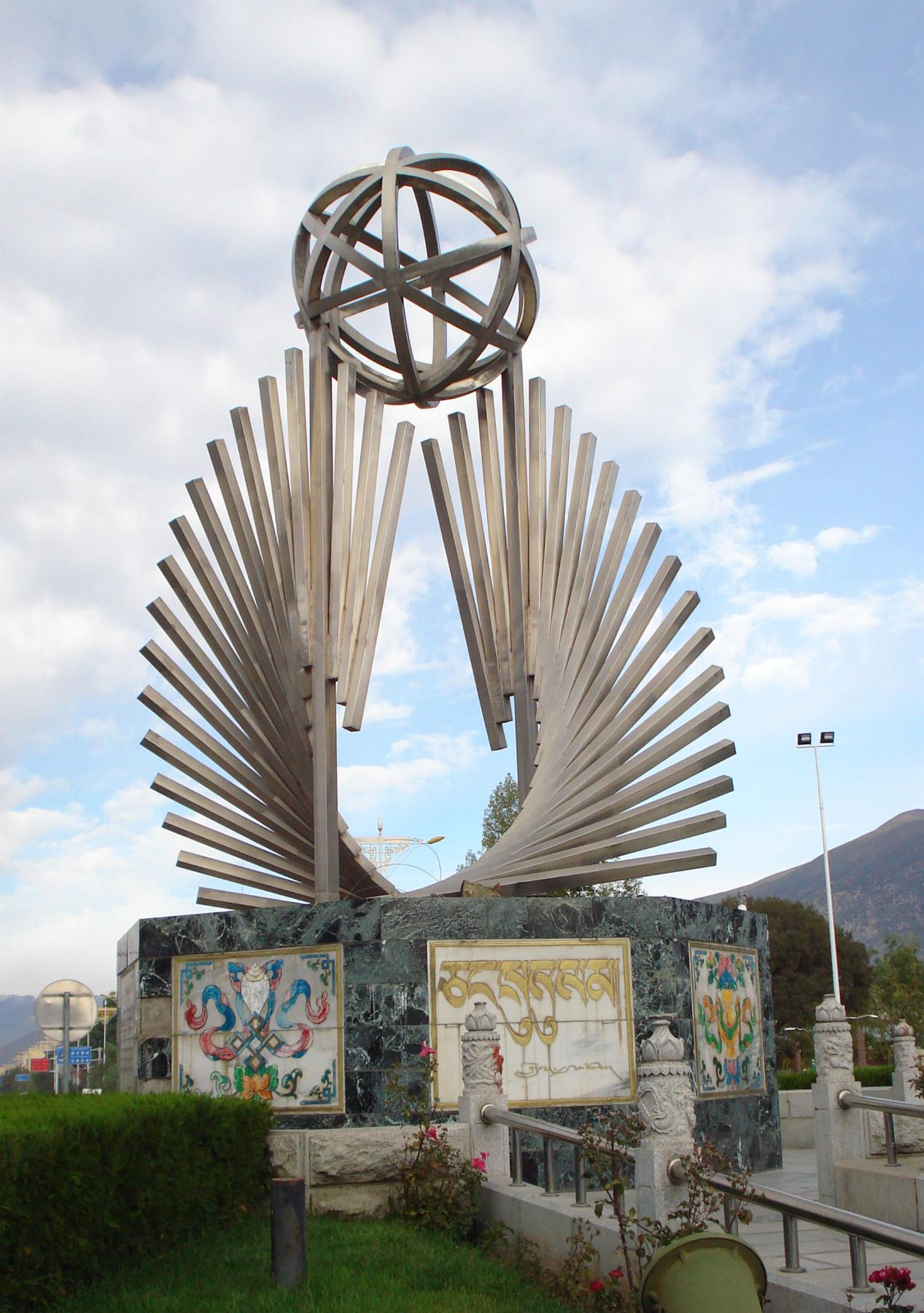
江苏路纪念碑

江苏路纪念碑是位于中国西藏自治区拉萨市江苏路东口的一座纪念碑，立于1999年8月16日。 江苏路是江苏省援建的道路，1997年8月27日动土兴建。